# Allophylus steinbachii
Allophylus steinbachii là một loài thực vật có hoa trong họ Bồ hòn. Loài này được F.A.Barkley & Villa mô tả khoa học đầu tiên năm 1957.